# Wolfgang Nentwig
Wolfgang Nentwig (* 6. September 1953 in Koblenz) ist ein deutscher Ökologe.

## Leben
Nentwig studierte von 1974 bis 1979 Biologie an der Universität Marburg und schloss mit dem Diplom ab. Er promovierte 1981 über die Dynamik von Räuber-Beute-Systemen, insbesondere bei Spinnen. 1983/84 war er als Gastforscher am Smithsonian Tropical Research Institute in Panama tätig. 1985 habilitierte er sich in Zoologie und arbeitete 1985–1988 als Assistenzprofessor am Zoologischen Institut der Universität Regensburg. Seit 1988 war er ordentlicher Professor für Ökologie am Institut für Ökologie und Evolution der Universität Bern, wo er 2019 emeritiert wurde.

## Forschungsgebiete
- Ökologie der Agrarlandschaft (Flächenstilllegung, ökologische Kompensationsflächen, Nützlingsförderung, Energiegewinnung aus Pflanzen)
- Ökologie nichteinheimischer und invasiver Arten, biologische Kontrolle von Schädlingen und Unkräutern. Entwicklung des generic impact scoring system (GISS), ein standardisiertes Verfahren, um den Einfluss von invasiven Arten ökologisch und ökonomisch zu quantifizieren. Dies führte zur Vorstellung einer quantitativen Liste von invasiven Arten in Europa (More than “100 worst” alien species in Europe).
- Nichtziel-Effekte transgener Nutzpflanzen auf Bodenorganismen
- Ökologie der Spinnen, Biochemie und Ökologie von Spinnengift, Makroökologie von Spinnen, Bestimmungsschlüssel der europäischen Spinnen

## Schriften
- Wolfgang Nentwig: Ecophysiology of spiders. Springer Verlag Berlin, Heidelberg 1987, ISBN 3-540-17034-0.
- Stefan Heimer, Wolfgang Nentwig: Spinnen Mitteleuropas. Ein Bestimmungsbuch. Parey, Hamburg 1991, ISBN 3-489-53534-0.
- Wolfgang Nentwig: Humanökologie: Fakten – Argumente – Ausblicke. Springer, Berlin/Heidelberg/New York 1995, ISBN 3-540-58500-1. 2., völlig überarbeitete und aktualisierte Auflage: 2005, ISBN 3-540-21160-8.
- Wolfgang Nentwig, Sven Bacher, Roland Brandl: Ökologie kompakt. Spektrum, Heidelberg 2007, ISBN 978-3-8274-1876-0. 3. Auflage: 2011, ISBN 978-3-8274-2836-3. 4. Auflage: 2017, ISBN 978-3-662-54352-8
- Petr Pyšek, Matthew J. W. Cock, Wolfgang Nentwig, Hans Peter Ravn (Hrsg.): Ecology and management of Heracleum mantegazzianum. CABI, Wallingford 2007, ISBN 978-1-84593-206-0.
- Wolfgang Nentwig (Hrsg.): Biological invasions (= Ecological Studies. Bd. 193). Springer, Berlin 2007, ISBN 978-3-540-77375-7.
- Wolfgang Nentwig: Invasive Arten. Haupt, Bern 2010, ISBN 978-3-8252-3383-9.
- Wolfgang Nentwig (Hrsg.): Unheimliche Eroberer. Invasive Pflanzen und Tiere in Europa. Haupt, Bern 2011, ISBN 978-3-258-07660-7.
- Wolfgang Nentwig: Spider Ecophysiology, Springer Verlag Berlin, Heidelberg 2013, ISBN 978-3-642-44399-2.
- Wolfgang Nentwig, Jutta Ansorg, Angelo Bolzern, Holger Frick, Anne-Sarah Ganske, Ambros Hänggi, Christian Kropf und Anna Stäubli: Spinnen – Alles, was man wissen muss. Springer Berlin, Heidelberg 2022, ISBN 978-3-662-63397-7.
- Wolfgang Nentwig, Jutta Ansorg, Paula Cushing, Yvonne Kranz-Baltensperger, Christian Kropf:  Hausspinnen weltweit. Springer Verlag Berlin, 2024, ISBN 978-3-662-68849-6.